# マルタ・メードル

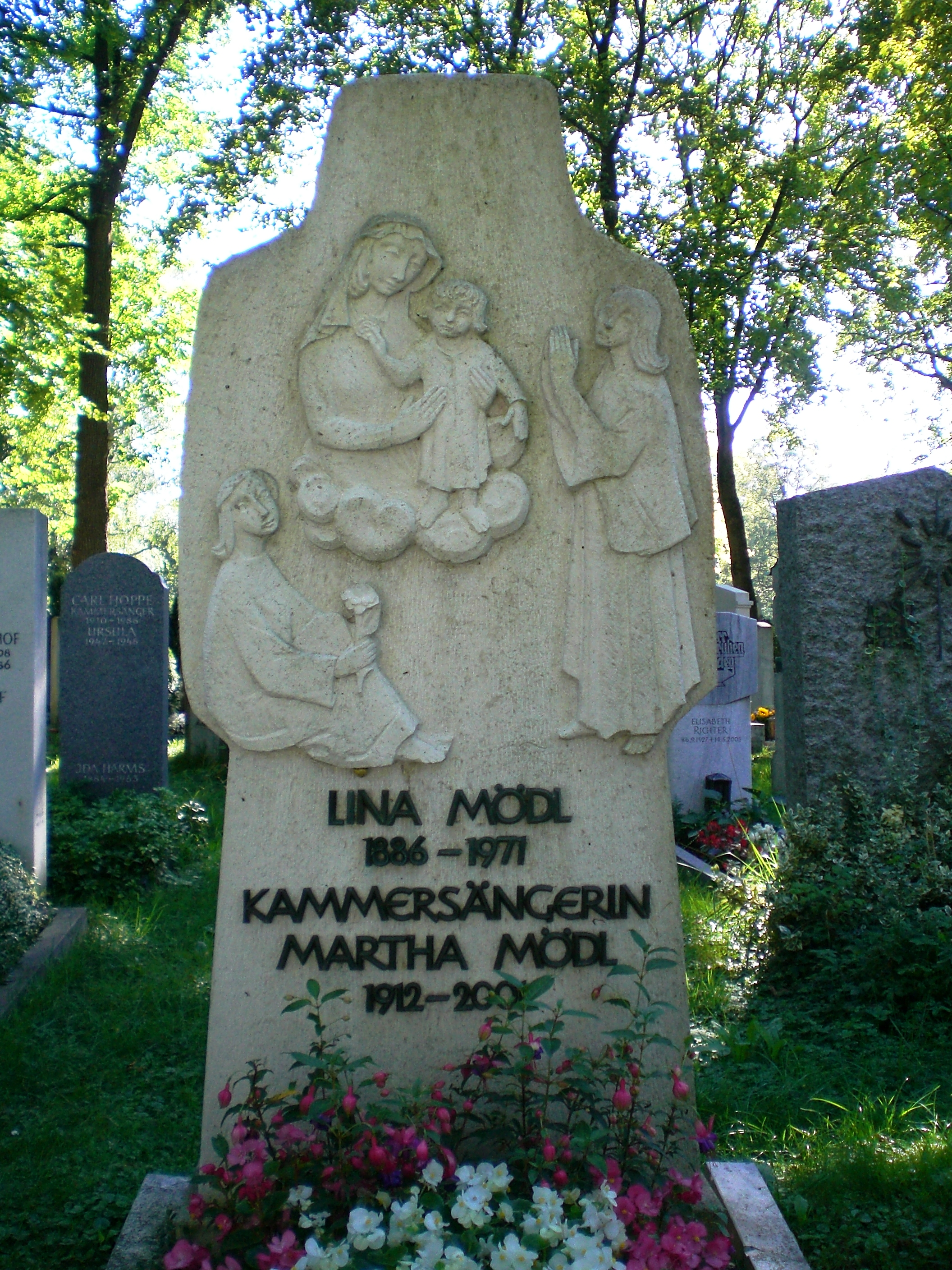
マルタ・メードルの墓;ミュンヘン、東部墓地

マルタ・メードル（ドイツ語：Martha Mödl、1912年3月22日 - 2001年12月17日）は、ドイツのオペラ歌手（メゾソプラノ、後にドラマティックソプラノ）。二つの宮廷歌手の称号の持ち主。アストリッド・ヴァルナイ、ビルギット・ニルソンと彼女は「戦後の3大ワーグナー・プリマドンナ」であった。また、リヒャルト・シュトラウス『エレクトラ』の最高のクリュテムネストラと謳われた。

## 生涯
ニュルンベルクで生まれる。カトリックではあるが世俗的な高等女学校であるイギリス修道会女学校（Congregatio Jesu）に通い、高校卒業資格を得た。彼女は12年間ピアノのレッスンを受けた。事務員として長く働いた後、地元の後援者のおかげで28歳のときに故郷で歌を学び始め、戦後に世界の主要な歌手の一人となった。
彼女は1943年にレムシャイトで歌手としての活動を開始し、ヘンゼル、ミニョン、ケルビーノ、カルメンなどの典型的なメゾソプラノ役を歌った。第二次大戦の最後の数か月間、彼女は砲弾を撃たなければならなかったが、レムシャイトでの契約はまだ有効だったので、戦後すぐに活動を再開することができた。1945年に彼女はライン・ドイツ・オペラに移籍し、 デュッセルドルフとデュイスブルク（彼女はこのオペラハウスを死去までほとんど拠点とした）で、カルメンでデビューした。その後、ハンブルク、ミュンヘン、ローマ、ミラノ、ウィーン、ブエノスアイレスのテアトロ・コロン、ニューヨークのメトロポリタン・オペラ に相次いで出演した。
戦後のバイロイト音楽祭 で、彼女はドラマティックソプラノの役柄である『トリスタンとイゾルデ』イゾルデ、『ニーベルングの指輪』ブリュンヒルデ、『パルジファル』クンドリーに転向し、高名な同僚のアストリッド・ヴァルナイ、ビルギット・ニルソンと代わるがわる演じた。1960年代にメゾソプラノに戻り、次第に個性的な役柄に専念し、いわゆる「新しい音楽（現代音楽）」にも積極的に取り組んだ。ハンス・ヴェルナー・ヘンツェ、ギゼルハー・クレーベ、ヴァルター・ハウプト、ヴィルフリート・ヒラー、アリベルト・ライマンなどの作曲家は、特に彼女の演技力を高く評価していた。
1978年のガンダースハイマー大聖堂祭で、彼女はフェデリコ・ガルシーア・ロルカ原作、アリベルト・ライマン作曲の『ベルナルダ・アルバの家』でタイトルロールを務めた。これにより、彼女は1980年に最も優れた女優として「ロスヴィタ=リング」を受賞した。1988年には劇作家協会の「銀の葉」を受賞し、1999年にはバイエルンマクシミリアン科学芸術連盟勲章を受賞している。
2001年の初めまで、彼女はザールブリュッケンのザールラント州立劇場、ジェリー・ボック『アナテヴカ（屋根の上のヴァイオリン弾き）』ゴールデとしてデュッセルドルフ、チャイコフスキー『スペードの女王』伯爵夫人としてケルン歌劇場、ウィーン国立歌劇場とマンハイム国立歌劇場で舞台に上がった。2000年の終わりに、彼女のために作曲されたアリベルト・ライマンのオペラ『幽霊ソナタ』の新制作版を歌っている。
2001年12月17日シュトゥットガルトで死去。89歳没。
彼女の墓はミュンヘンの東部墓地にある。

## 受賞歴
- 1956 オーストリアの宮廷歌手[6]
- 1960 バーデンヴュルテンベルク州の宮廷歌手
- 1973 ドイツ連邦共和国功労勲章
- 1980 ロスヴィタ=リング
- 1988 劇作家協会の「銀の葉」
- 1992 バイエルン勲章
- 1999 バイエルンマクシミリアン科学芸術連盟勲章 芸術省

## レパートリー/役柄（主なもの）
- ヴェルディ：イル・トロヴァトーレ、1942–1946 – アズチェーナ
- フンパーディンク：ヘンゼルとグレーテル、1942–1944 – ヘンゼル
- ヴェルディ：椿姫、1942–1944 – フローラ
- リヒャルト・シュトラウス：アラベラ、1942–1944 – アデライーデ
- レハール：ジプシーの恋、1942–1944 – ツォリカ
- トマ：ミニョン、1942–1944 – タイトルロール
- モーツァルト：フィガロの結婚、1942–1947 – ケルビーノ
- オッフェンバック：ホフマン物語、1946 – ニクラウス
- フンパーディンク：ヘンゼルとグレーテル、1946 – ゲルトルート
- ビゼー：カルメン、1946–1959 – タイトルロール
- ヒンデミット：画家マティス、1947 – ヘルフェンシュタイン伯爵夫人
- リヒャルト・シュトラウス：ばらの騎士、1947–1952 – オクタヴィアン
- ヴェルディ：ドン・カルロ、1947–1965 – エボリ公女
- ベルク：ヴォツェック、1948 – マリー
- リヒャルト・シュトラウス：ナクソス島のアリアドネ、1948–1949 – 作曲家
- ワーグナー：タンホイザー、1948–1959 – ヴェーヌス
- ムソルグスキー：ボリス・ゴドゥノフ、1949–1954 – マリーナ
- ワーグナー：パルジファル、1949–1963 – クンドリー
- リヒャルト・シュトラウス：エレクトラ、1949–1969 – クリュテムネストラ
- リヒャルト・シュトラウス：エレクトラ、1950–1962 – タイトルロール
- ヴェルディ：マクベス、1950–1956 – マクベス夫人
- ヴェルディ：仮面舞踏会、1951 – ウルリカ
- メノッティ：領事、1951 – マグダ
- ワーグナー：神々の黄昏、1951–1952 – 第3のノルン、グートルーネ
- ベートーヴェン：フィデリオ、1951–1960 – レオノーレ
- ワーグナー：トリスタンとイゾルデ、1951–1963 – イゾルデ
- ワーグナー：ローエングリン、1953 – オルトルート
- ワーグナー：ニーベルングの指環、1953–1963 – ブリュンヒルデ
- ワーグナー：ワルキューレ、1954 – ジークリンデ
- ワーグナー：ワルキューレ、1954 – ブリュンヒルデ
- オルフ：アンティゴーネ、1956 – タイトルロール
- シェック：ペンテジレーア、1957 – タイトルロール
- ストラヴィンスキー：エディプス王、1958–1961 – イオカステ
- フォルトナー：血の婚礼、1961–1986 – 母
- リヒャルト・シュトラウス：影のない女、1963/64 – 乳母
- ヤナーチェク：イェヌーファ、1964 – ブリヤ家のおばあさん
- ワーグナー：神々の黄昏、1966/67 – ヴァルトラウテ
- ブリテン：アルバート・ヘリング、1966–1972 – へリング夫人
- ヴァイル：マハゴニー市の興亡、1966–1983 – ベクビック
- チャイコフスキー：スペードの女王、1966–1992 – 伯爵夫人
- リヒャルト・シュトラウス：サロメ、1967 – ヘロディアス
- ワーグナー：ニーベルングの指環、1967 – フリッカ
- ロルツィング：密猟者、1968 – 伯爵夫人
- ブラッハー：200.000 Taler、1968（ベルリンなど） – エッティー＝メニー
- ブリテン：グロリアーナ、1968 – エリザベス1世
- デッサウ：ルクルスの非難、1968 – 魚の女
- ミレッカー：乞食学生、1970 – 伯爵夫人
- 尹伊桑：霊的な愛、1971（キールなど） – 巫女
- ライマン：メルズィーネ、1971（シュヴェツィンガー音楽祭など）–1976 – ピティア
- スメタナ：売られた花嫁、1971–1976 – ルドミラ
- リヒャルト・シュトラウス：無口な女、1971–1977 – 家政婦
- ムソルグスキー：ボリス・ゴドゥノフ、1971–1979 – 宿屋の女主人
- フォルトナー：チューダー王家のエリザベス、1972 – 弾き語りの女
- フォン・アイネム：老婦人の訪問、1972–1973 – クレア
- メノッティ：霊媒、1972–1976 – Madame Flora
- プッチーニ：ジャンニ・スキッキ、1973–1975 – ツィータ
- ジョルダーノ：アンドレア・シェニエ、1974 – マデロン
- ヤナーチェク：カーチャ・カバノヴァ、1974 – カバニチャ
- ストラヴィンスキー：放蕩児の遍歴、1976 – マザー・グース
- フォン・アイネム：企みと恋、1977（ウィーンなど） – ミラー夫人
- リヒャルト・シュトラウス：アラベラ、1977/78 – 女占い師
- コダーイ：ハーリ・ヤノーシュ、1978 – お姫様
- ボック/スタイン：アナテヴカ（屋根の上のヴァイオリン弾き）、1979–1998 – ゴールデ
- チェルハ：バール、1981 – バールの母
- ハーメル：人間の夢、1981 (カッセルなど) – マダッハの母
- ストラヴィンスキー：兵士の物語、1981–1992 – 母
- ムソルグスキー：ボリス・ゴドゥノフ、1982–1984 – 乳母
- ライマン：幽霊ソナタ、1984 (ベルリンなど)–1988 – ミイラ
- ライマン：トロイアの女、1987 – 合唱指導者の女
- クレーベ：ジェルヴェーズ・マッカート、1995 (デュッセルドルフなど) – バズージュ

## ディスコグラフィー（主なもの）
- ベートーヴェン：フィデリオ ウィーン 1953（ウィーン劇場、ライヴ）– フルトヴェングラー – レオノーレ (Replica)
- ベートーヴェン：フィデリオ ウィーン 1953 – フルトヴェングラー – レオノーレ (EMI)
- ベートーヴェン：フィデリオ ウィーン 1955（ウィーン国立歌劇場再開コンサート、ライヴ）– ベーム – レオノーレ (Orfeo 1955)、数々の賞を受賞 Diapason d'or など
- チェルハ：バール、ザルツブルクなど 1981 – ドホナーニ – バールの母 (Amadeo/Polygram)
- フォン・アイネム：企みと恋、ウィーンなど 1977 – ドホナーニ – ミラー夫人 (ORF)
- フォルトナー：血の婚礼、シュトゥットガルト 1961（ライヴ） – ライトナー – 母 (SDR 1961)
- ヘンツェ：若い恋人たちへのエレジー、ベルリン 1962 – ヘンツェ – 伯爵夫人 (DG)
- ヤナーチェク：イェヌーファ、ウィーン 1964 – ヤロスラフ・クロムホルツ – ブリヤ家のおばあさん (ORF 1964)
- ヤナーチェク：イェヌーファ チューリッヒ 1986 – ティーレマン – ブリヤ家のおばあさん
- クレーベ：ジェルヴェーズ・マッカート、デュッセルドルフ 1995（ライヴ） – クルカ・ヤーノシュ – バズージュ (WDR 1995)
- ムソルグスキー：ボリス・ゴドゥノフ、ミュンヘン 1957 – ヨッフム – マリーナ (Myto)
- ニコライ：ウィンザーの陽気な女房たち (DEFA 1950)
- オッフェンバック：盗賊, ケルン 1980 – ウィリアム・スタインバーグ – お姫様 (WDR 1980)
- オッフェンバック：ホフマン物語、ケルン 1950 – オイゲン・セーンカル – ジュリエッタ (WDR 1950)
- オルフ：アンティゴーネ、シュトゥットガルト 1956 – ライトナー – アンティゴーネ (SDR 1956)
- オルフ：アンティゴーネ、ミュンヘン 1957 – サヴァリッシュ – アンティゴーネ (BR 1958)
- オルフ：暴君エディプス王、ハンブルク 1961 – ヴィンフリート・ツィリヒ – ヨカスタ (NDR 1961)
- プッチーニ：ジャンニ・スキッキ, ミュンヘン 1973 – サヴァリッシュ – ツィータ（老婦人） (Orfeo 1973)
- パーセル：ディドとエネアス、ハンブルク 1958 – シュミット＝イッセルシュテット – ディド (NDR 1958)
- フォン・シリングス：魔女の歌、ケルン 1991 (WDR live) – ヤン・シュトゥーレン – 朗読 (CPO)
- シェック：ペンテジレーア、シュトゥットガルト 1958 – ライトナー – ペンテジレーア (SDR 1958)
- シュルツェ：黒いペーター、ケルン 1979 (WDR) – シュルツェ – 女王 (Koch)
- リヒャルト・シュトラウス：エレクトラ、フィレンツェ 1950（フィレンツェ五月音楽祭 ライヴ） – ミトロプーロス – クリュテムネストラ (Cetra)
- リヒャルト・シュトラウス：ばらの騎士、エディンバラ 1952 – シュミット＝イッセルシュテット – オクタヴィアン (Omega Opera Archive)
- リヒャルト・シュトラウス：影のない女、ミュンヘン 1963（国立劇場再開 ライヴ） – カイルベルト – 乳母 (DG)
- リヒャルト・シュトラウス：影のない女、マンハイム 1964 – ワルベルク – 乳母 (Omega Opera Archive)
- リヒャルト・シュトラウス：エレクトラ、ザルツブルク 1964（ライヴ） – カラヤン – クリュテムネストラ (Orfeo 1964)、受賞：オペラスタンプ・プラチナ u. ffff Télérama
- リヒャルト・シュトラウス：エレクトラ、デュッセルドルフ 1964（ライヴ） – アルノルト・クヴェネット – クリュテムネストラ (Orfeo 1964)
- リヒャルト・シュトラウス：エレクトラ、ローマ 1965 – ドラティ – クリュテムネストラ
- リヒャルト・シュトラウス：エレクトラ、ロンドン 1965 – ダウンズ – クリュテムネストラ
- リヒャルト・シュトラウス：サロメ、ジュネーヴ 1967 – セバスティアン – ヘロディアス (Omega Opera Archive)
- リヒャルト・シュトラウス：無口な女、ミュンヘン 1971 – サヴァリッシュ – 家政婦 (Orfeo 1971)、受賞：クラシカ
- リヒャルト・シュトラウス：エレクトラ、シュトゥットガルト 1971 – クライバー – クリュテムネストラ
- リヒャルト・シュトラウス：エレクトラ、ローマ 1971 – サヴァリッシュ – クリュテムネストラ
- リヒャルト・シュトラウス：エレクトラ、ハンブルク 1975 – ホルスト・シュタイン – クリュテムネストラ
- リヒャルト・シュトラウス：エレクトラ、キール 1976 – テンシュテット – クリュテムネストラ (Omega Opera Archive)
- リヒャルト・シュトラウス：エレクトラ、ベルリン 1977 – マレク・ヤノフスキ – クリュテムネストラ (Omega Opera Archive)
- リヒャルト・シュトラウス：サロメ、ミュンヘン 1977 – フリッツ・リーガー – ヘロディアス (Omega Opera Archive)
- ストラヴィンスキー：エディプス王、ケルン 1951 (WDR) – ストラヴィンスキー – イオカスタ (Gebhardt)
- サリヴァン：ペンザンスの海賊、ケルン 1968 – フランツ・マルスツァレク – (Gala)
- チャイコフスキー：スペードの女王、ウィーン 1965 – グスタフ・クーン 伯爵夫人 (Hamburger Archiv für Gesangskunst)
- チャイコフスキー：スペードの女王、ブエノスアイレス 1981 – ヤノフスキ – 伯爵夫人 (Otrantomax)
- チャイコフスキー：スペードの女王、ケルン 1981 – ゲルト・アルブレヒト – 伯爵夫人 (Omega Opera Archive)
- チャイコフスキー：スペードの女王、ドルトムント 1983 – ハンス・ヴァラット – 伯爵夫人
- チャイコフスキー：スペードの女王、ケルン 1988 – キタエンコ – 伯爵夫人 (Omega Opera Archive)
- チャイコフスキー：スペードの女王、ウィーン 1992 – 小澤征爾 - 伯爵夫人 (Premiere Opera)
- ヴェルディ：運命の力、ハンブルク 1952 – シュミット＝イッセルシュテット – プレツィオジッラ (Eurodisc)
- ヴェルディ：マクベス、ベルリン 1950 (アドミラルパラスト ライヴ) – カイルベルト – マクベス夫人 (Myto)
- ヴェルディ：仮面舞踏会、ケルン 1951 (WDR) – フリッツ・ブッシュ – (Calig)
- ヴェルディ：仮面舞踏会、ハンブルク 1965 – ニーノ・サンツォーニョ – (Opera Depot)
- ワーグナー：パルジファル、バイロイト 1951 (ライヴ) – クナッパーツブッシュ – クンドリー (Teldec)
- ワーグナー：神々の黄昏、バイロイト 1952 (ライヴ) – カイルベルト – グートルーネ、第3のノルン (Paragon)
- ワーグナー：トリスタンとイゾルデ、バイロイト 1952 – カラヤン – イゾルデ (Orfeo d'Or 1952、バイロイト音楽祭 ライヴ) 数々の賞を受賞：ドイツレコード批評家賞など
- ワーグナー：パルジファル、1953 (ライヴ) – クレメンス・クラウス – クンドリー (Arlecchino)
- ワーグナー：ニーベルングの指環、ローマ 1953 (RAI ローマ ライヴ)  – フルトヴェングラー – ブリュンヒルデ (EMI)
- ワーグナー：ニーベルングの指環、バイロイト 1953 (ライヴ) – カイルベルト – ブリュンヒルデ (Golden Melodram)
- ワーグナー：ワルキューレ、バイロイト 1954 (ライヴ) – カイルベルト – ジークリンデ (Melodram)
- ワーグナー：ワルキューレ、ウィーン 1954 – フルトヴェングラー – ブリュンヒルデ (EMI)
- ワーグナー：パルジファル、バイロイト 1956 (ライヴ) – クナッパーツブッシュ – クンドリー、アルトソロ (Telefunken)
- ワーグナー：神々の黄昏、バイロイト 1967 (ライヴ) – ベーム – ヴァルトラウテ (Philips)
- ジークフリート・ワーグナー：平和の天使、ロンドン 1975 – 女頭 – (Living Stage)
- ジークフリート・ワーグナー：太陽の炎、ヴィースバーデン 1979 – ケーラー – (Omega Opera Archive)
- ヴァイル：マハゴニー市の興亡、シュトゥットガルト 1967 – ライトナー – レオカジャ (Opera Depot)
- ツェラー：小鳥売り、推定1967 – アデライーデ – (Telefunken)

## TV収録（主なもの）
- ベートーベン： フィデリオ ウィーン1955（リハーサル）-ベーム-レオノーレ（NBCアーカイブ）
- リチャード・ロドニー・ベネット：ナポレオンが来た（A Penny for a Song） ミュンヘン 1969 -ドホナーニ - ヘスター -（ARD）
- ボリス・ブラッハー ： 200000 thaler  ベルリン 1969 - ホルライザー - エッティー=メニー（ARD 1970）
- リヒャルト・ホイベルガー：オペラ舞踏会 - 裁判官 -（ARD）
- カール・ミレッカー：乞食学生 - ヴァルベルク（ARD 1971）
- ミレッカー：ガスパローネ - TV
- リヒャルト・シュトラウス：アラベラ - ショルティ - 女占い師（Unitel 1977）
- リヒャルト・シュトラウス：無口な女 - サヴァリッシュ - 家政婦（ARD 1973）
- ストラヴィンスキー：放蕩児の遍歴 - ベンダー - マザー・グース（München  1977）
- チャイコフスキー：スペードの女王 - アルブレヒト - 伯爵夫人（ZDF 1981）
- ヴェルディ：仮面舞踏会 - ニーノ・サンツォーニョ - ウルリカ（ZDF 1966）
- ヴァイル：マハゴニー市の興亡 - ハインツ・メンデ - ベクビック（ARD 1970）